# Kalina Alabrudzińska
Kalina Alabrudzińska (ur. 24 kwietnia 1983 w Płocku) – polska reżyserka filmowa, scenarzystka filmowa i aktorka.

## Filmografia
Źródła:
- 2021: Sexify – reżyseria (odcinki 5-8) i scenariusz (odcinki 2, 4, 5, 8)
- 2003–2021: Na Wspólnej – scenariusz (odcinki 2741-2840, 2946-2975, 2981-2985, 3011-3075)
- 2019: Nic nie ginie – reżyseria i scenariusz
- 2011: Gdzie się podziało 80 milionów – reżyseria
- 2008: Kierunek: Islandia – reżyseria i scenariusz

### Etiudy
- 2016: Niestrudzeni wędrowcy – reżyseria i scenariusz
- 2014: Lena i ja – reżyseria i scenariusz
- 2013: Nieumiałek – reżyseria
- 2013: Sztuka uwodzenia – reżyseria
- 2010: Męska sprawa – reżyseria i montaż
- 2010: Róża – reżyseria i scenariusz
- 2010: Sinner – reżyseria i scenariusz
- 2006: Cisza. Trzecia edycja – reżyseria
- 2006: Latarnicy – reżyseria i scenariusz
- 2005: Reflection – reżyseria/realizacja

## Nagrody i nominacje
| Nagroda                                                 | Rok  | Kategoria                                                                              | Nominowana praca      | Wynik   |
| ------------------------------------------------------- | ---- | -------------------------------------------------------------------------------------- | --------------------- | ------- |
| Koszaliński Festiwal Debiutów Filmowych „Młodzi i Film” | 2019 | Jantar im. Stanisława Różewicza                                                        | Niestrudzeni wędrowcy | Wygrana |
| Koszaliński Festiwal Debiutów Filmowych „Młodzi i Film” | 2019 | Nagroda Jury Młodzieżowego dla filmu pełnometrażowego                                  | Niestrudzeni wędrowcy | Wygrana |
| Festiwal Polskich Filmów Fabularnych                    | 2016 | Konkurs Młodego Kina: Wyróżnienie Honorowe                                             | Niestrudzeni wędrowcy | Wygrana |
| Koszaliński Festiwal Debiutów Filmowych „Młodzi i Film” | 2014 | Konkurs Krótkometrażowych Debiutów Fabularnych: Wyróżnienie w kategorii film fabularny | Lena i ja             | Wygrana |